# Jakob von Sarug
Jakob von Sarug, auch Jacob von Serugh oder Jacob von Batnä (syrisch-aramäisch ܥܩܘܒ ܣܪܘܓܝܐ; * um 451 in Kurtam; † 29. November 521 in Batnae, heute Suruç, Südostanatolien) war Bischof und einer der bedeutendsten Prediger und Dichter des syrischen Christentums.

## Leben
Über das Leben dieses Bischofs ist nur wenig bekannt. Jakob wurde um 451 in Kurtam am Euphrat (vermutlich in Obermesopotamien) geboren. Sein Vater soll Priester gewesen sein, die Mutter bis zu seiner Empfängnis an Unfruchtbarkeit gelitten haben. Jakob schrieb über sich selbst, er habe an der Schule der Perser in Edessa studiert. Dort hielt er sich um das Jahr 470 auf. Nach seinen Studienjahren lebte er als Asket, wurde aber dennoch zum Visitator für das Gebiet von Haura berufen. Im Jahre 519 wurde er zum Bischof von Batnae (heute Suruç) geweiht. Er starb am 29. November 521 in seinem 68. Lebensjahr nach einem Episkopat von zweieinhalb Jahren.
Das syrisch-orthodoxe Kloster Warburg ist nach ihm benannt.

## Werk
Bekannt wurde Jakob von Sarug vor allem für seine Predigten in Gedichtform. In ihnen behandelt er das Alte und das Neue Testament, apokryphe Literatur, Aposteln, Heilige, kirchliche Feste und die Sakramente. Dazu kommen noch Strophenlieder, Hymnen, Briefe und Homilien in Prosa. Sicher ist einiges davon nicht von Jakob selbst, der Umfang der echten Schriften ist umstritten. In seinen Briefen über biblische Exegese trat er für eine gemäßigte Allegorie ein. In Auseinandersetzung mit dem Judentum verteidigte er die Messianität Jesu.

## Theologie
Christologisch stand Jakob zwischen der alexandrinischen Theologie und der Lehre des Konzils von Chalcedon. Er lehnte die Lehre von den zwei Naturen Christi, die in Edessa vorherrschte, zwar ab, ließ sich aber nicht auf diesbezügliche Kontroversen ein. In seinen Homilien blieb der Einfluss des Monophysitismus so gering, dass ihn später die Orthodoxie für sich in Anspruch nehmen konnte. Die wenigen Homilien, die dem entgegenstanden, wurden als untergeschoben angesehen.
Die Formel von den zwei Naturen in einer Hypostase brachte große Probleme mit sich, da sich die griechischen Termini nicht angemessen ins Syrische übersetzen ließen. Im Syrischen bedingen sich die Begriffe für Natur (kyana) und Hypostase (qnoma) gegenseitig. Deshalb konnte man sinnvollerweise nur von einer Natur und einer Hypostase sprechen oder von zwei Naturen und zwei Hypostasen. Welche Anschauung Jakob vertrat, ist aber umstritten. Er wurde 518 Bischof, gerade in dem Jahr, in dem Kaiser Justin I. einen Ausgleich mit Rom und den Anhängern des Konzils von Chalcedon suchte. Das wurde häufig so ausgelegt, dass Jakob ein Anhänger des Konzils gewesen sein musste. Briefe, in denen Jakob eine antichalcedonensische Christologie vertrat, wurden dann für nicht authentisch erklärt. Andererseits war die kirchenpolitische Situation so verworren, dass man allein aus Jakobs Bischofsernennung nicht auf seine Theologie schließen kann. In den – vermutlich echten – Briefen an Mar Bass aus dem Jahr 512 vertritt Jakob eine Christologie, die als miaphysitisch bezeichnet wird. Zwei Naturen würden eine Aufspaltung Christi bedeuten. Man dürfe die Naturen nicht zählen und aneinanderreihen. Zwei Naturen führten für Jakob zu zwei Hypostasen, da er die Begriffe für Natur (kyana) und für Hypostase (qnoma) als Synonyme betrachtet. Er orientiert sich an der Mia-physis-Formel Kyrills von Alexandria. Jakob war aber auch kein radikaler Monophysit. Er hielt daran fest, dass Christus voller Gott und voller Mensch ist. Die Bekenntnisse von Nikaia und Konstantinopel betrachtete er als ausreichend und lehnte Chalcedon als unnötigen Zusatz ab. Das Henotikon, die Kompromissformel Kaiser Zenons, nahm er an. Jakob bezog auf der anderen Seite eindeutig Position gegen Nestorius. In der Tradition Ephräms des Syrers pries er die Unergründlichkeit Gottes und kritisiert die Gelehrten, die das Wesen Gottes untersuchen wollten und sich nur in unterschiedliche Lehrmeinungen zerstritten hätten. Der Gläubige könne von Gott nur in Bildern sprechen, sein wahres Wesen bleibe für das Geschöpf unergründlich.

## Ausgaben
- Paulus Bedjan (Hrsg.): Homiliae selectae Mar-Jacobi Sarugensis I-V. Leipzig 1908/1910.
- Gunnar Olinder (Hrsg.): Jacobi Sarugensis Epistolae quotquot supersunt (= CSCO, Scriptores Syri; Serie II, vol. 45). Paris 1937. Repr. Louvain 1965.
- Christa Müller-Kessler: Jacob of Serugh’s Homily on the Presentation in the Temple in an Early Syriac Palimpsest (BL, Add 17.137, no. 2). In: ARAM 32, 2020, S. 9–16.
- Philip M. Forness: Jacob of Serugh: The Homily on the Apostle Thomas and the Resurrection of Our Lord (= Corpus Scriptorum Christianorum Orientalium. Band 691; Scriptores Syri. Band 266). Peeters, Leuven 2022, ISBN 9789042942523.

## Übersetzungen
- Gustav Bickell (Hrsg.): Ausgewählte Gedichte der syrischen Kirchenväter. Cyrillonas, Isaak von Antiochien und Jacob von Sarug (= Bibliothek der Kirchenväter. Band 77). Kempten 1872.
- Simon Konrad Landersdorfer (Hrsg.): Ausgewählte Schriften der syrischen Dichter Cyrillonas, Isaak von Antiochien und Jakob von Sarug (Bibliothek der Kirchenväter. 2. Reihe, Band 6). Kempten 1912.